# War of Nerves
"War of Nerves" é uma canção do girl group britânico All Saints, lançado pela London Records em 23 de novembro de 1998 como o quinto e último single do álbum de estréia, All Saints. Os membros do grupo Shaznay Lewis, Natalie Appleton e Nicole Appleton escreveram a música com os produtores Cameron McVey e Magnus Fiennes. É uma balada sobre a mortalidade, inspirada na morte de Diana, Princesa de Gales. "War of Nerves" estreou em 7º lugar no UK Singles Chart, tornando-se o quinto single consecutivo do grupo a chegar ao top 10.

## Antecedentes e desenvolvimento
"War of Nerves" foi a última música gravada para o álbum de estréia do grupo em 1997, All Saints. O grupo escreveu a música como uma resposta à morte de Diana, Princesa de Gales. Em uma entrevista para o The Irish Times, o membro do grupo Shaznay Lewis refletiu: "Eu nunca pensei em coisas como a minha própria morte até que aconteceu com Diana. E a música definitivamente me ajudou a encarar esses sentimentos". Natalie Appleton a nomeou sua canção favorita no álbum da autobiografia de Appleton Together, dizendo: "as emoções são poderosas e me dão arrepios."

## Recepção crítica
Em sua resenha no All Saints para a Rolling Stone, Chuck Eddy disse que a música "tem uma beleza apropriadamente irritante". Sarah Davis de Dotmusic deu "War of Nerves" quatro de cinco estrelas, escrevendo: "Uma balada claramente de coração, é mais soul do que a maioria de seus lançamentos anteriores, incluindo 'Never Ever' e enquanto a princípio parece ir a lugar nenhum, é uma escuta envolvente". Por outro lado, Caitlin Moran, do The Times, acreditava que "War of Nerves" provou que "Never Ever" era "uma anomalia única e gloriosa" e "o albatroz em volta de seus pescoços". Jim Firth, da NME, classificou -o como "lance irrestrito" e "uma versão serrada do livro de canções de Lionel Richie", concluindo: "Nenhuma música, nenhuma alma, nada de divertido". Len Righi do The Morning Call escreveu que All Saints parecem "determinados a personificar a monotonia" na faixa. Em resenhas retrospectivas, Jon O'Brien, da AllMusic, disse que "as lindas e arrebatadoras cordas da balada emotiva 'War of Nerves' envelheceram melhor do que a maioria de seus contemporâneos", enquanto Caroline Sullivan do The Guardian, achou a música esquecível.

## Vídeo musical
O videoclipe de "War of Nerves" está ambientado no famoso Met Bar de Londres no Metropolitan Hotel. Ele também mostra um ônibus de Londres com a plotagem do All Saints, que foi visível em Londres por um bom tempo. A gravidez da integrante Melanie Blatt também foi escrita no conceito do vídeo, como ela seria mostrada cantando no chuveiro, expondo sua barriga em uma silhueta. Ele também apresenta uma briga em uma garagem, entre as irmãs Natalie e Nicole Appleton, que mais tarde se consolam.

## Performances ao vivo
A música foi apresentada em vários shows do All Saints desde o retorno de 2014. Na versão do álbum, os vocais são compartilhados por Shaznay Lewis e Melanie Blatt, no entanto Natalie Appleton assumiu os vocais de Lewis para todas as apresentações ao vivo recentes. Na turnê Red Flag de 2016, a música foi combinada com o single Red Flag "This Is A War".

## Lista de faixas e formatos
| CD 1               | CD 1                                                                         | CD 1 |
| ------------------ | ---------------------------------------------------------------------------- | ---- |
| 1.                 | "War of Nerves" ('98 Remix)                                                  | 4:52 |
| 2.                 | "Inside"                                                                     | 4:57 |
| 3.                 | "War of Nerves" (Ganja Kru Dub)                                              | 9:13 |
| 4.                 | "War of Nerves" (video)                                                      | 5:11 |
| CD 2               |                                                                              |      |
| 1.                 | "War of Nerves" ('98 Remix)                                                  | 4:52 |
| 2.                 | "Always Something There to Remind Me" (live from the Burt Bacharach TV show) | 3:20 |
| 3.                 | "Never Ever"                                                                 | 6:28 |
| Cassette/Two track |                                                                              |      |
| 1.                 | "War of Nerves" ('98 Remix)                                                  | 4:52 |
| 2.                 | "Inside"                                                                     | 4:57 |

## Desempenho nas paradas
| Chart (1998)                                  | Melhor posição |
| --------------------------------------------- | -------------- |
| Bélgica (Ultratip Bubbling Under de Flandres) | 13             |
| Escócia (Scottish Singles Chart)              | 9              |
| Irlanda (IRMA)                                | 21             |
| Nova Zelândia (Recorded Music NZ)             | 50             |
| Países Baixos (Single Top 100)                | 79             |
| Reino Unido (UK Singles Chart)                | 7              |

## Vendas e certificações
| Região                                                                                             | Certificação | Vendas  |
| -------------------------------------------------------------------------------------------------- | ------------ | ------- |
| Reino Unido (BPI)                                                                                  | Prata        | 200,000 |
| *números de vendas baseados somente na certificação ^distribuições baseadas apenas na certificação |              |         |